# Derde generatie gedragstherapie
De derde generatie gedragstherapie of derde generatie cognitieve gedragstherapie is een stroming binnen de gedragstherapie. De vorige generaties leggen het accent op rechtstreekse verandering van gedrag, emoties of gedachten. De derde generatie richt zich op het leren van mindfulnessvaardigheden, acceptatie en het effectiever leren omgaan met emoties en cognities zonder deze rechtstreeks te willen veranderen. Daarom wordt gesteld dat de derde generatie zich richt op het anders leren omgaan met gedachten en gevoelens, in plaats van op het veranderen van deze. Hierbij wordt meer dan bij andere stromingen gebruikgemaakt van experiëntiële technieken.

## Geschiedenis
Reeds in 1998 had O’Donohue de term “derde generatie gedragstherapie” gebruikt. Hij verwees hiermee aanvankelijk naar de terugkeer van moderne radicaal-behavioristische, gedragsanalytische strekkingen in de gedragstherapie. Eenzelfde tendens werd vastgesteld door Kohlenberg e.a. in 2002, doch zij gebruikten niet de term “derde generatie”.
In 2002 vond in Reno (Nevada) een conferentie plaats rond nieuwe stromingen binnen de gedragstherapie. De belangrijkste vertegenwoordigers van die therapievormen gingen op zoek naar wat hun therapie klinisch typeerde en welke gelijkenissen gevonden werden met de andere nieuwe stromingen. Het geheel van deze nieuwe stromingen werd de derde generatie gedragstherapie genoemd. De allereerste publicatie hierover was het boek “Mindfulness and Acceptance, expanding the cognitive-behavioral tradition” uit 2004, in 2006 in het Nederlands vertaald als “Mindfulness en acceptatie. De derde generatie gedragstherapie”. Dit boek betekende de echte lancering van het begrip derde generatie gedragstherapie. In de omschrijving die Steven Hayes gaf van de derde generatie gedragstherapie, legde hij minder het accent op het gedragsanalytische, maar meer op een verschuiving van de aandacht naar de context en functies van psychische fenomenen en op het ervaringsgerichte. Sindsdien is het accent in de omschrijving van de derde generatie komen te liggen op aspecten van mindfulness en acceptatie in het omgaan met belevingen. Een aantal auteurs vult dit wel aan met het belang van de gedragsanalyse.

## Generaties
De naam "derde generatie" verwijst naar de chronologische volgorde waarin opeenvolgende grote strekkingen in de gedragstherapie zijn ontstaan:
- Eerste generatie: klassieke gedragstherapie, uitgevoerd volgens de principes van de leertheorieën, de operante conditionering en klassieke conditionering. Voorbeelden hiervan zijn de systematische desensitisatie, de assertiviteitstraining en het werken met bekrachtiging.
- Tweede generatie: cognitieve therapie zoals ontwikkeld door Aaron Beck (CGT) en Albert Ellis (RET, rationeel-emotieve therapie), gericht op het veranderen van de inhoud van irrationele of niet-werkzame gedachten (cognities). Het uitgangspunt van de cognitieve therapie is dat emoties en gedrag veranderd kunnen worden door het veranderen van onderliggende gedachten, vooral via Socratische dialoog.
- Derde generatie: aandachts- en acceptatiegerichte gedragstherapie. De nadruk ligt hier veel minder op het veranderen van (uitwendig) gedrag of van gedachten, maar veel meer op het anders leren hanteren van ongewenste gedachten en gevoelens.

Hoewel deze generaties onderscheiden lijken, zijn er heel wat overlappingen. Zo werd de cognitieve therapie na een aantal jaren cognitieve gedragstherapie genoemd door Beck, omdat er weer meer gedragstherapeutische technieken (eerste generatie) in werden opgenomen. Een mengeling van tweede en derde generatie is de Mindfulness Based Cognitive Therapy (MBCT). Elementen uit de eerste generatie worden zowat in alle vormen opgenomen. Het gaat dan ook meer om accentverschuivingen dan om echt volledig verschillende therapievormen.

## Voorbeelden
- Acceptance and commitment therapy (ACT): acceptatiegerichte gedragstherapie met een nadruk op het richten van het gedrag op de individuele waarden van cliënten.[4]
- Dialectische gedragstherapie: een mengeling van gedragstherapie met zen-boeddhistische invloeden, specifiek voor de borderline-persoonlijkheidsstoornis.[5][6]
- Aandachtgerichte gedragstherapie: meditatiegerichte gedragstherapie, met name geschikt voor recidiverende en chronische depressie.[7]
- Functioneel-analytische psychotherapie (FAP): procesgerichte gedragstherapie met een grote nadruk op het leren van vaardigheden in het hier-en-nu van de therapeutische relatie.[8]
- Cognitive Behavioral Analysis System of Psychotherapy (CBASP): een op de leertheorieën gebaseerde therapie voor depressie, ontwikkeld door James McCullough.[9]

## Kritiek
De derde generatie gedragstherapie botste snel op kritiek vanuit cognitieve hoek. Twee grote lijnen tekenen zich hierin af.

### De derde generatie is niet nieuw
De eerste critici gaven aan dat de derde generatie gedragstherapie niet nieuw was, maar eigenlijk een variant of evolutie binnen de reeds bestaande cognitieve gedragstherapie. Sommigen geven aan dat elementen uit de derde generatie teruggaan op oudere therapievormen. Sommige therapeuten die aan de basis liggen van een therapievorm die tot de derde generatie gedragstherapie gerekend wordt, rekenen hun therapie niet tot een nieuwe generatie, maar tot de cognitieve gedragstherapie. Ook in Nederland kwamen soortgelijke reacties.

### De resultaten van de derde generatie gedragstherapie zijn onvoldoende bewezen
Een tweede groep critici erkent wel nieuwe elementen bij de derde generatie gedragstherapie, maar stelt dat de effecten ervan onvoldoende aangetoond zijn. Andere beoordelaars oordelen dan weer omgekeerd.

## Verspreiding

### Internationaal
De term “derde generatie gedragstherapie” wordt intussen internationaal vrij algemeen gebruikt. Algemene handboeken over cognitieve gedragstherapie bespreken de stroming regelmatig en in allerlei wetenschappelijke artikels wordt ernaar verwezen. Ook strikt cognitieve specialisten, zoals Keith Dobson, erkennen intussen het specifieke van de derde generatie: “It is clear, however, that the approach these treatments take to symptoms, distress, and problems is radically different than that of other CBTs, and so their relationship to “mainstream” CBT remains to be discerned.”
In workshops en opleidingen komt het onderwerpen regelmatig aan bod.

### Nederland en België
Het basiswerk “Inleiding tot de gedragstherapie” wijdt een deel aan de derde generatie gedragstherapie. Ook in andere boeken en tijdschriften duikt het begrip steeds meer op. Zelfs oorspronkelijke critici hebben het begrip intussen aanvaard en hanteren het zelf.
In officieel erkende opleidingen komt de derde generatie gedragstherapie vaak uitdrukkelijk aan bod. Ook in cursussen voor vaktherapeuten vindt dit ingang.

## Onderzoek
Onderzoek gebeurt soms niet vanuit een bepaalde therapievorm, maar vanuit verschillende benaderingen vanuit de derde generatie. Zo heeft de Cochrane Collaboration een meta-analyse opgezet naar de effecten van de derde generatie gedragstherapie op depressie.
Onderzoek naar de kenmerken van therapeuten van de tweede en derde generatie gedragstherapie bevestigt de verwachte verschillen: therapeuten van de tweede generatie gebruiken in de praktijk meer cognitieve herstructurering en relaxatie, terwijl therapeuten van de derde generatie mindfulness- en acceptatietechnieken gebruiken, evenals exposure. Derde-generatie-therapeuten waren ook meer eclectisch in aanpak.